# Escola da Cidade
Escola da Cidade (Escola de la ciudad, en español) es una escuela de arquitectura y urbanismo en São Paulo, Brasil. Fue fundada en 2001 por arquitectos y arquitectas provenientes de la Asociación de Enseñanza de Arquitectura y Urbanismo de São Paulo .

## Plan formativo
La Escola da Cidade cuenta con un plan de estudios de seis años y su proyecto pedagógico incluye viajes bianuales considerados materias obligatorias, dentro del curso denominado "Escuela Itinerante".
Entre sus principales características formativas se encuentra el Taller Vertical, "un espacio colectivo donde convergen estudiantes de todos los niveles, que de manera conjunta trabajan bajo un tema de acción y reflexión medular que orienta las prácticas anuales del taller".
Con motivo de los veinte años de su conversión a institución académica, en 2023 publicaron el libro recopilatorio "A Grande Escola é a Cidade: 20 anos de uma faculdade de arquitetura no centro de São Paulo" (La Gran Escuela y la Ciudad: 20 años de una facultad de arquitectura en el centro de São Paulo).

### Baú, archivo de documentación digital
A partir de 2013, la Escola da Cidade comenzó a subir a Youtube registros de conferencias, clases y debates de sus cursos de pregrado y posgrado. La documentación es organizada por estudiantes de la misma escuela, quienes son responsables de grabar, editar y publicar los eventos de postgrado y los seminarios de cultura, entre otros eventos promovidos por la facultad.

## Ubicación
Ubicada en el centro de São Paulo, en el barrio de Vila Buarque – estación de metro República – la Escola da Cidade está rodeada de varios edificios que cuentan la historia de la arquitectura brasileña, desde la colonial hasta el modernismo, incluyendo la sede nacional del Instituto de Arquitectos de Brasil (IAB) y cientos de oficinas de arquitectura.